# Chobham (páncél)
A Chobham páncél az angliai Chobham Common területén található brit tankkutató központban kifejlesztett kompozit páncél nem hivatalos megnevezése, de általánosan a kerámia jármű-páncélzatok megnevezésére is használják. A kifejezés azonban szakújságírói elméletek alapján született, a valóságban ebben a formában nem létező páncélzatot ír le, így a megnevezés alkalmazása utólag tévedésnek bizonyult.

## Elmélet
Az 1980-as évektől megjelenő kompozit páncélzatok részletes felépítését titokban tartják az alkalmazó országok. Ezért szakújságírók részinformációk alapján úgy gondolták, hogy a modern harckocsik védelmét fémkeretbe ágyazott, egy alaplemezbe és több rugalmas rétegbe kötött kerámialapokból álló egység biztosítja. Elméletileg a felhasznált kerámia extrém keménysége miatt a Chobham páncélzat rendkívüli ellenállást biztosít az olyan formázott töltetek ellen, mint a HEAT (High Explosive Anti Tank) lövedék, és összetöri a kinetikus energiát használó lövedékeket.

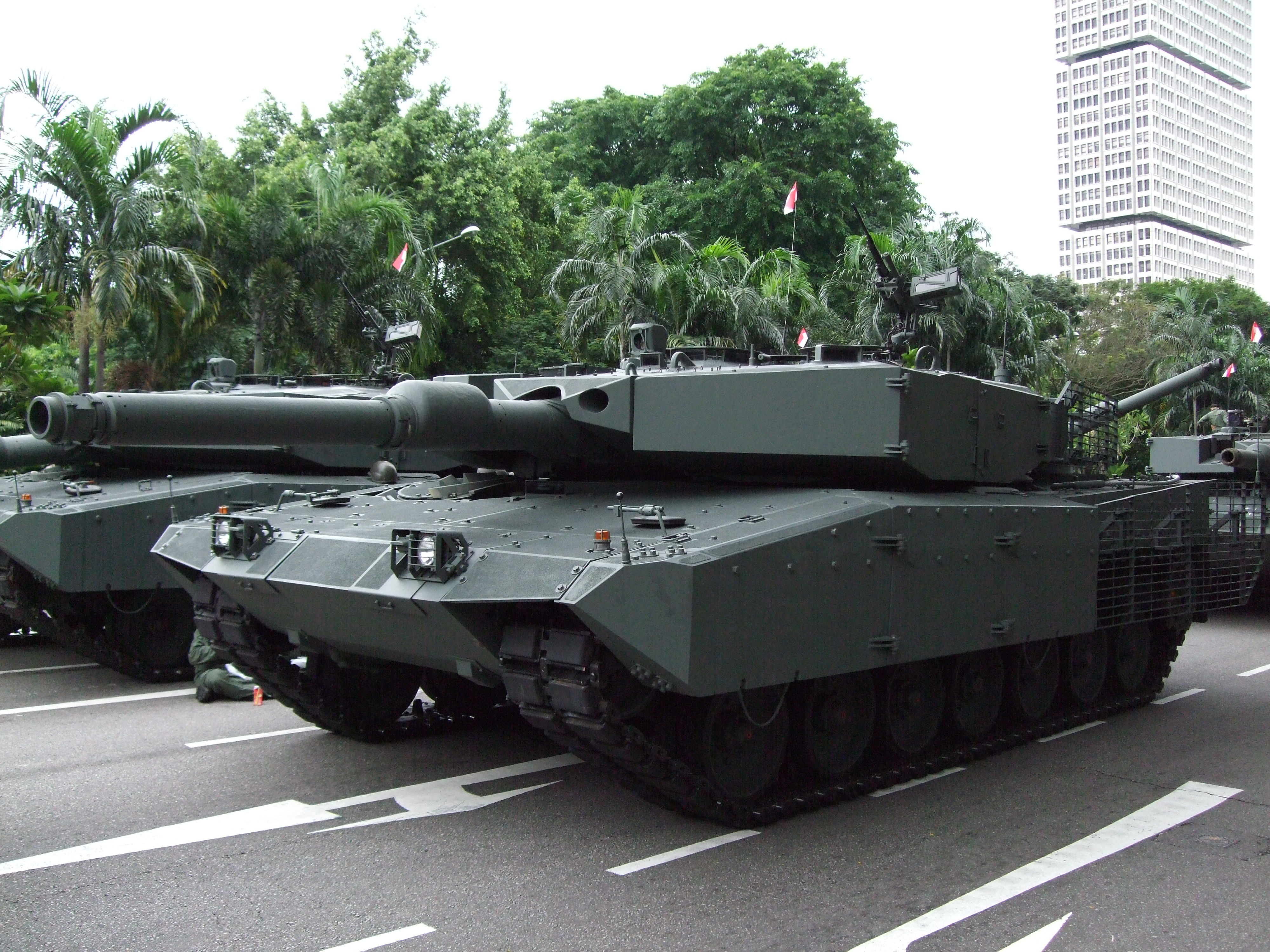
AMAP pótpáncélzat Leopard 2A4 harckocsin

A fent leírt elmélet azonban több tárgyi tévedést tartalmaz és ebben a formában nem alkalmazzák elterjedten a kerámiákat:
- A páncélzatok kapcsán kerámiának nevezett szintetikus kristályok (nem keverendőek össze a hétköznapi értelemben használt kerámiákkal) közül páncélba ágyazottan alumínium-oxid- vagy korundgolyókat (T–64A) és nem-kristályos szilícium-dioxid (angolul: fused silica) betéteket (T95, T–72A és M1) alkalmaztak a korabeli harckocsikban, ezek azonban sosem kerültek rugalmas beépítésre, hisz szilárd alátámasztás nélkül a kerámiák eltörnek. Utóbbit tévesen homoknak vagy üvegnek nevezi több forrás. Ráadásul a nagy költségek, a kis mennyiségben lehetséges gyártási módok és a kerámiák törési jellemzői miatt ezeket sosem nagy rétegekben vagy tömbökben alkalmazzák, hanem kisebb betétek (golyók, csempék) formájában, kemény acéllal alátámasztva.[2][1]
- Számos harckocsi alkalmaz rugalmas elasztomereket a harckocsi védelmének fokozására (T–80U, T–64, T–72-T–72M1, korai M1, stb.), azonban ezek acélrétegek közé, vagy öntött acélelemek üregeibe vannak préselve és nem kerámialapokkal kombinálva. Ezek alkotják a nem-robbanó reaktív páncélzatok (NERA) családját.[3][2][4][5][6][7]
- Kerámia- és acél- (esetenként alumínium- vagy titánötvözet)lapokból álló rétegeket kiegészítő páncélként alkalmaznak harcjárműveken a védettség fokozására. Ezek azonban kivétel nélkül a jármű fő páncélján kívül elhelyezett kiegészítő elemekből állnak, amelyek könnyen cserélhetőek, mivel a kerámiapáncél törékenysége miatt „egyszerhasználatos”. Ilyen kiegészítő páncélok az AMAP (Leopard 1 C2, Puma IFV, Leopard 2A4E, Iveco LMV), a Frag Kit 6 (HMMWV, Cougar) és a CAWA (PT–91M, AMZ Tur). Ezekben korszerűbb kerámiákat (szilícium-karbid, bór-karbid) is alkalmaznak. Leginkább az MRAP harcjárműveken elterjedt alkalmazásuk.[8][9][10][11]
- A korszerű harckocsik (Main Battle Tank) védelmében kulcselem, hogy több találatot is el kell viselniük azonos helyen, akár különböző fegyverektől (pl.: APFSDS és HEAT lövedékek találata), erre a kerámia és/vagy szilikátüveg betétekre épülő páncélok alkalmatlanok, mivel találat után nagy felületen védtelenné válik a harckocsi, akárcsak a robbanó páncélzatok (Explosive Reactive Armour) esetén. Ugyanakkor kerámiarétegeket alkalmaznak az egyéb (NERA, SLERA, ERA, stb.) főpáncélzatok mögött kiegészítő védelemként, rendszerint repeszfogó rétegekkel (kevlár).[1][2]

Bár a Chobham páncél gyakorlatilag nem létezik, a kifejezés mélyen beleivódott a szaknyelvbe, így máig megjelenik a szakmai írásokban, kikopása várhatóan hosszú időt vesz igénybe.

## Nem-robbanó reaktív páncélzat
A brit tankkutató központban valóban kifejlesztettek egy kompozit páncélzatot a hatvanas évek végére, ez azonban a Burlinghon páncél, a nem-robbanó reaktív páncélok egy típusa. Acéllapok közé préselt elasztomerekre („szendvicsek”) alapoz, amelyeket keményített acél (SHS) külső réteggel gyártott üreges páncélzatban helyeznek el. Ilyen páncélzat található a 80-as évek óta gyártott nyugati harckocsik többségében (Leopard 2, M1, C1, Challenger 1). Működésének lényege, hogy a becsapódó lövedék vagy a kumulatív sugár fizikai hatása és hője miatt az elasztomer réteg elpárolog, a 45-70°-ban döntött két acéllemez pedig deformálódva fizikailag károsítja a lövedéket vagy a kumulatív sugarat, ezáltal a lövedék saját energiáját hasznosítja annak roncsolására. A páncélzat fejlettebb önkorlátozó robbanóanyaggal kevert elasztomert és különleges ötvözeteket használó változata a Dorchester páncélzat, amelyben több eltérő NERA szendvics került rugalmasan rögzítésre (Leopard2A5, M1A2, K2, Type 10, Merkava IV).
Korai M1 harckocsi páncélzata.
A korszerűbb szovjet harckocsik és azok utódai (T–72B, T–72BU, T–14, Type99) szintén hasonló elven működő úgynevezett nem-robbanó dinamikus páncélzatot használnak, de függőleges szendvicsekkel és eltérő fizikai kialakítással, inkább a kinetikus lövedékek (APFSDS) elleni védelemre optimalizálva, mivel a kumulatív fegyverek elleni védelmet a robbanó-reaktív páncélzatok biztosítják. Továbbá a T–55 Enigma iraki harckocsi Haji páncélzata is ilyen elvek szerint készült.
T-72B nem-robbanó reaktív páncélzata.